# Sury-aux-Bois
Sury-aux-Bois is een gemeente in het Franse departement Loiret (regio Centre-Val de Loire) en telt 679 inwoners (2005). De plaats maakt deel uit van het arrondissement Orléans.

## Geografie
De oppervlakte van Sury-aux-Bois bedraagt 39,4 km², de bevolkingsdichtheid is 17,2 inwoners per km².
De onderstaande kaart toont de ligging van Sury-aux-Bois met de belangrijkste infrastructuur en aangrenzende gemeenten.

## Demografie
Onderstaande figuur toont het verloop van het inwonertal (bron: INSEE-tellingen).